# Petru I de Savoia
Petru I (n. 1048 – d. 1078), aparținând Casei de Savoia, a fost conte de Savoia, margraf de Torino și conte d'Aosta și Moriana din 1057 pănă la sfârșitul vieții.

## Biografie
Petru a fost fiul cel mare al contelui Otto de Savoia și al soției sale, Adelaida de Susa (aflată la a treia sa căsătorie).
La moartea tatălui său în 1057 (sau 1060) Petru a devenit margraf în Italia, moștenind posesiunile și titlul mamei sale. Deoarece nu atinsese încă vârsta majoratului, mama sa a preluat regența atât asupra teritoriilor italiene cât și asupra moștenirii burgunde ce revenea lui Amadeus, fratele mai mic.
Petru s-a aflat sub puternica influență a mamei sale. El s-a căsătorit cu Agnes de Poitiers (n. 1052 – d. 1089), probabil fiica lui Wilhelm al VII-lea al Aquitaniei și văduvă a lui Ramiro I al Aragonului. 
Din această căsătorie au rezultat (probabil) trei fiice:
- Alix (c. 1066 – după 13 martie 1110), căsătorită cu margraful Bonifaciu I del Vasto-Saluzzo (d. 1130);
- Agnes (c. 1066 – după 13 martie 1110), căsătorită cu Frederic de Montbéliard (d. 1091/1092), margraf de Susa; s-a călugărit după 1110;
- Berta (c. 1075 – înainte de 1111), fiică presupusă, căsătorită în 1097 cu regele Petru I al Aragonului și Navarei, rege al Pamplonei și conte de Sobrarbe și Ribagorza, nepotul lui Ramiro I (probabil căsătoria anterioară a mamei sale, Agnes, a oferit contextul politic pentru această uniune matrimonială).

După moartea lui Petru în 1078, fratele său mai mic, Amadeus, a devenit conte de Savoia, iar mama sa, Adelaida, a recuperat teritoriile italiene pe care le-a transmis ulterior nepoatei sale Agnes (căsătorită cu Frédéric de Montbéliard).